# Estandarte Real do Reino Unido
O Estandarte Real do Reino Unido (em inglês The Royal Standard) é a bandeira pertencente a Carlos III mediante a sua condição de monarca britânico. O rei detém mais de dez estandartes pessoais na Comunidade das Nações, mas o Estandarte Real é o mais importante de todos, pois representa o poder do monarca no Reino Unido.
O Estandarte Real é tradicionalmente fixado nas residências oficiais do rei e nos veículos oficiais do Governo britânico, mas também pode ser hasteado em prédios públicos e governamentais quando da presença do monarca. A única igreja autorizada a portar o estandarte é a Abadia de Westminster e outras igrejas, mesmo que sejam Royal Peculiars não têm este direito.
As residências oficiais seguem o protocolo de hastear o estandarte somente quando da presença do rei e quando o estandarte é trocado pela Bandeira do Reino Unido significa que ele não está presente no local. Na Inglaterra o estandarte fica no Palácio de Buckingham e no Castelo de Windsor e na Escócia é hasteado no Palácio de Holyrood e no Castelo de Balmoral. Na Escócia, também é utilizado o Estandarte Real da Escócia.